# Lièpvre
Lièpvre é uma comuna francesa na região administrativa de Grande Leste, no departamento Alto Reno. Estende-se por uma área de 12,56 km². Em 2010 a comuna tinha 1 737 habitantes (densidade: 138,3 hab./km²).